# 数据链路层
資料連結層（Data Link Layer）是OSI参考模型第二层，位于物理层与网络层之间。在广播式多路访问链路中（局域网），由于可能存在介质争用，它还可以细分成介质访问控制（MAC）子层和逻辑链路控制（LLC）子层，介质访问控制（MAC）子层专职处理介质访问的争用与冲突问题。
區域網路與廣域網路皆屬第一、二層。

## 主要功能
在两个网络实体之间提供数据链路连接的建立、维持和释放管理。构成数据链路数据单元（frame：數據幀或訊框），并对帧定界、同步、收发顺序的控制。并且包括传输过程中的網路流量控制、差错检测和差错控制等方面。
只提供导线的一端到另一端（本质是点到点）的数据传输。
数据链路层会在 frame 尾端置放检查码（parity，sum，CRC）以检查实质内容，将物理层提供的可能出错的物理连接改造成逻辑上无差错的数据链路，并对物理层的原始数据进行数据封装。
数据链路层中的数据封装是指：封装的数据信息中，包含了地址段和数据段等。地址段含有點對點发送节点和接收节点的地址（如MAC），控制段用来表示数格连接帧的类型，数据段包含实际要传输的数据。

## 資料連結層的協議
- 异步传输模式
- VLAN（IEEE 802.1Q）
- 訊框中繼
- 高級資料連結控制
- 点对点协议
- 以太網（IEEE 802.3）
- Wi-Fi（IEEE 802.11）

## 常見数据链路层的设备
- 网卡（物理层和数据链路层的MAC子层）
- 交换机是本层设备。而集线器是物理层设备，不是数据链路层设备。
- 橋接器（又称网桥）